# Liste der Baudenkmäler im Kölner Stadtteil Rondorf
Die folgende Liste enthält die in der Denkmalliste ausgewiesenen Baudenkmäler auf dem Gebiet des Stadtteils Köln-Rondorf, Stadtbezirk Köln-Rodenkirchen, Nordrhein-Westfalen.
Hinweis: Die Reihenfolge der Baudenkmäler in dieser Liste orientiert sich an den Straßennamen und ist alternativ nach Hausnummern, Denkmallistennummer oder Bezeichnung sortierbar.
Basis ist die offizielle Kölner Denkmalliste (Stand: 16. August 2012), die Baudenkmäler und Denkmalbereiche auflistet. Dabei kann es sich beispielsweise um Sakralbauten, Wohn- und Fachwerkhäuser, historische Gutshöfe und Adelsbauten, Industrieanlagen, Wegekreuze und andere Kleindenkmäler sowie Grabmale und Grabstätten, die eine besondere Bedeutung für die Geschichte Kölns haben, handeln. Grundlage für die Aufnahme in die offiziellen Denkmallisten ist das Denkmalschutzgesetz Nordrhein Westfalens.

| Bild                           | Bezeichnung                                                           | Lage                                 | Beschreibung | Bauzeit | Einge- tragen seit | Denk- mal- nr. |
| ------------------------------ | --------------------------------------------------------------------- | ------------------------------------ | ------------ | ------- | ------------------ | -------------- |
| Fotos hochladen                | Friedrichshof                                                         | Rondorf Am Kirchweg o. Nr.           |              |         | 16. Januar 1989    | 4804           |
| Fotos hochladen                | Hofanlage Steinneuer Hof                                              | Rondorf Am Steineuerhof o. Nr.       |              |         | 1. Juli 1980       | 177            |
| Fotos hochladen                | Meilenstein                                                           | Rondorf Brühler Landstr. o. Nr.      |              |         | 1. Juli 1980       | 188            |
| Fotos hochladen                | Wohnhaus/Rodderhof (ehem. Pächterwohnhaus eines Hofguts, heute Hotel) | Rondorf Großrotter Weg 1             |              |         | 6. September 1999  | 8418           |
| Fotos hochladen                | Wohnhaus/histor. Gehöft                                               | Rondorf Großrotter Weg 50            |              |         | 26. August 2008    | 8723           |
| Fotos hochladen                | Wohnhaus (Kleingehöft)                                                | Rondorf Kapellenstr. 3               |              |         | 19. August 1996    | 7931           |
| Fotos hochladen                | Hofanlage Büchelhof                                                   | Rondorf Kapellenstr. 22–24           |              |         | 2. April 1987      | 4096           |
| Fotos hochladen                | Hofanlage Bödingerhof                                                 | Rondorf Kapellenstr. 23              |              |         | 7. Juni 1985       | 2975           |
| Fotos hochladen                | Wohnhaus                                                              | Rondorf Kapellenstr. 26              |              |         | 7. September 2001  | 8559           |
| Fotos hochladen                | Hofanlage Johannishof (heute Wohnparkanlage)                          | Rondorf Kapellenstr. 28              |              |         | 13. Januar 1984    | 2010           |
| Fotos hochladen                | Kleindenkmal (Dorfkreuz)                                              | Rondorf Pastoratsstr. o. Nr.         |              |         | 1. Juli 1980       | 221            |
| Fotos hochladen                | Wohnhaus                                                              | Rondorf Rodenkirchener Str. 89       |              |         | 28. März 1994      | 7092           |
| Fotos hochladen                | Wohnhaus                                                              | Rondorf Rodenkirchener Str. 91       |              |         | 23. Juni 1994      | 7159           |
| Fotos hochladen                | Wohnhaus                                                              | Rondorf Rondorfer Hauptstr. 12       |              |         | 10. Mai 1983       | 1506           |
| Fotos hochladen                | Wohn- und Geschäftshaus                                               | Rondorf Rondorfer Hauptstr. 22       |              |         | 18. März 1997      | 8072           |
| Fotos hochladen                | Hofanlage                                                             | Rondorf Rondorfer Hauptstr. 33       |              |         | 15. November 2001  | 8565           |
| weitere Bilder Fotos hochladen | Kirche Hl. Drei Könige                                                | Rondorf Rondorfer Hauptstr. 45 Karte |              |         | 7. Dezember 1982   | 1227           |